# Terrariet
Terrariet er en zoologisk have i den gamle præstegårdslade umiddelbart sydøst for kirkegården i Vissenbjerg på Fyn. Terrariet er specialiseret i reptiler og padder og er en af Skandinaviens største samlinger af krybdyr, padder, skorpioner, edderkopper og insekter. Det er samtidig Danmarks største terrarium.
Bygningen rummer over 100 forskellige arter, heriblandt komodovaran, filippinsk krokodille, gilaøgle, forskellige slanger som klapperslanger, snoge, grøn træpyton, netpyton, kongepyton, sort mamba samt leguaner og skildpadder.